# Dryopteris sieboldii
Espèce
Dryopteris sieboldii est une espèce de fougères du genre Dryopteris appartenant à la famille des Dryopteridaceae que l'on trouve dans les régions subtropicales de Chine et du Japon. Elle doit son nom au botaniste Philipp Franz von Siebold (1796-1866), découvreur de la flore du Japon.

## Synonymes
- Aspidium sieboldii Van Houtte ex Mett.
- Lastrea sieboldii T.Moore
- Nephrodium sieboldii Hook.
- Polystichum sieboldii Keys.
- Pycnopteris sieboldii T.Moore

## Description
Dryopteris sieboldii se caractérise par ses rhizomes courts et rampants et ses frondes vert foncé sempervirentes, coriaces et épaisses, atteignant 50 cm de longueur. Les frondes dressées sont fertiles et les frondes arquées sont stériles. Cette fougère se distingue des autres dryoptères par ses longues frondes pennées en deux ou six paires au limbe foliaire lobé qui rappelle les espèces du genre Polypodium.
Ses sores sont de forme ronde.

## Habitat
Cette dryoptère pousse dans les forêts de montagnes, au sol sec. Elle supporte des températures jusqu'à -20° (USDA 6).

## Culture
Dryopteris sieboldii est une espèce élevée en serre et dans les jardins botaniques d'Europe et d'Amérique du Nord depuis le XIXe siècle. C'est une plante qui a connu un grand engouement pour son aspect décoratif dans les jardins d'hiver et qui connaît toujours les faveurs des amateurs. Elle nécessite une période de repos en hiver. En serre froide ou à l'extérieur, la température hivernale ne doit pas descendre en dessous de -18° et la température estivale ne doit pas excéder 32°.